# Château de Pont-Remy
Le château de Pont-Rémy est un ancien château fort du XVe siècle, transformé au XIXe siècle en résidence privée. Il est réduit aujourd'hui à l'état de ruine.

## Localisation
Les ruines du château sont situées dans une île enserrée par deux bras de la Somme.

## Historique
Dès le haut Moyen Age, une forteresse défendait le passage de la Somme à cet endroit. Le château joua un rôle non négligeable pendant la  guerre de Cent Ans : Édouard III y fut tenu en échec en 1346 avant la bataille de Crécy. Sous Charles V, les Anglais boutés hors d'Abbeville y trouvèrent refuge, mais ils en furent chassés aussitôt par Guy de Luxembourg-Saint-Pol.
En 1415, avant la bataille d'Azincourt, ce fut le roi Henri V d'Angleterre qui échoua devant la résistance de Louis de Waucourt. En 1416, l’empereur du Saint-Empire romain germanique Sigismond y séjourna. Cependant, le duc de Bourgogne Philippe le Bon parvint à s'en emparer.
Le château fut reconstruit après 1421 et conserva son rôle de place forte pendant les Guerres de religion. Au XVIe siècle, la reine Éléonore et le dauphin y logèrent en 1531, Henri II en 1549. Marie Stuart y fit sa dernière étape en France, en 1561 et Henri IV y passa en 1594. Au XVIIe siècle, Richelieu y coucha en 1638 mais le feu ayant pris dans le magasin à poudre de la garnison, il dut fuir de nuit, sur une barque. Au cours des invasions espagnoles, le logis fut incendié et le château perdit son rôle de place forte après la Paix des Pyrénées de 1659.
C'est au début du XIXe siècle que le château fut reconstruit en style néogothique par le comte du Maisniel de Liercourt. Victor Hugo en fit un dessin en 1837.
En 1955, le château qui était la propriété de la comtesse de Coux, fut vendu puis revendu à des propriétaires qui le laissèrent à l’abandon. Le château est protégé au titre des monuments historiques : inscription  par arrêté du 8 janvier 1993
Dans la nuit du 13 au 14 août 2012, un incendie d'origine criminelle se déclare et détruit l'ensemble des boiseries et décorations gothiques intérieur comme les planchers les escaliers et la toiture. Les murs sont fragilisés et menacent de s'effondrer. La commune de Pont-Remy racheta le domaine en 2015, pour tentée de stabiliser les ruines en vue d'ouvrir le jardin plus tard au public.

## Caractéristiques
Du Moyen Âge, le château n'a gardé qu'une grosse tour ronde couronnée d'un chemin de ronde à mâchicoulis avec deux salles octogonales voûtées. Le corps de logis de style néogothique s'élève sur trois niveaux encadrés par deux tours octogonales.
La commune de Pont-Remy s'emploie à consolider et à sécuriser les ruines et à mettre en valeur le parc de 3 ha. Les architectes paysagistes Delphine Miguet et François Marié travaillent sur ce projet.